# Alisson Farias
Alisson Alves Farias (* 7. April 1996 in Lages) ist ein brasilianischer Fußballspieler. Der Rechtsfuß wird vorwiegend im Angriff eingesetzt.

## Karriere
Farias startete seine Laufbahn in den Jugendmannschaften des Athletico Paranaense und SC Internacional. Bei zweitem schaffte er auch den Sprung in die erste Mannschaft. Hier erhielt Farias einen Vertrag bis Ende 2019. Am 7. Februar 2015 bestritt er sein erstes Spiel als Profi. In der Staatsmeisterschaft von Rio Grande do Sul gegen den EC Novo Hamburgo wurde er in der 84. Minute eingewechselt. Sein erstes Spiel in der Serie A bestritt der Spieler am 10. Mai 2015 gegen Athletico Paranaense. Sein erstes Tor als Profi gelang ihm in der Staatsmeisterschaft von Rio Grande do Sul 2016 gegen den EC Cruzeiro. Internacional lieh Farias im Juli 2016 nach Portugal an den GD Estoril Praia aus. Anfang 2017 kehrte er zu Internacional zurück. Im Juni 2017 wurde seine Ausleihe an den Série B Klub Criciúma EC bis zum Jahresende bekannt gegeben. Für die Saison 2018 wurde Farias erneut ausgeliehen. Seine nächste Stadion wurde Grêmio Esportivo Brasil. Hier trat er in Spielen in der Staatsmeisterschaft sowie der Série B an. Kurz nach Beginn der Meisterschaftsrunde wurde er am 16. Mai 2018 an den Ligakonkurrenten von Grêmio den Coritiba FC ausgeliehen. Auch für die Saison 2019 wurde Farias wieder verliehen. Seine nächste Station wurde Sport Recife. Mit diesem konnte Farias die Staatsmeisterschaft von Pernambuco 2019 gewinnen. Kurz nach Beginn der Meisterschaftsrunde verließ Farias Recife.  Er wurde an den Clube de Regatas Brasil ausgeliehen in die Série B. Bei CRB avancierte er zum Stammspieler. In der Liga stand er in allen 34 noch möglichen Spielen in der Startelf.
Im Dezember 2019 gab der EC Vitória bekannt, Farias bis Dezember 2021 verpflichtet zu haben. Mit dem Klub trat er in der Série B 2020 an, kam aber während seiner gesamten Zeit über die Rolle eines Reservespielers nicht hinaus. Im Mai verlängerte der Klub trotzdem vorzeitig seinen Vertrag bis Juni 2022, verlieh trotzdem an den Ligakonkurrenten CRB, für welchen er bereits 2019 spielte. Die Leihe wurde befristet bis zum Ende der Série B 2021.
Für die Austragungen der Staatsmeisterschaften 2022 erhielt Farias keinen Kontrakt. Erst im Juli des Jahres nahm ihn Chapecoense unter Vertrag. Am 17. November wurde dieser um ein Jahr verlängert. Zum Start in die Saison 2024 unterzeichnete der Spieler einen Kontrakt beim CS Alagoano. Im August des Jahres wagte Farias ein zweites Mal den Sprung ins Ausland. Er unterschrieb in Vietnam beim Quy Nhơn Bình Định FC. Sein erstes Spiel für den Klub bestritt er am 14. September 2024 in der V.League 1 2024/25. In der Partie beim Hà Nội FC am ersten Spieltag stand er in der Startelf. Am 28. September beim Viettel FC am dritten Spieltag, erzielte er in der siebten Minute sein erstes Tor.

## Erfolge
Internacional
- Staatsmeisterschaft von Rio Grande do Sul: 2015
- Recopa Gaúcha: 2016

Sport Recife
- Staatsmeisterschaft von Pernambuco: 2019